# Tschechischer Korridor

Vorschlag eines tschechischen Korridors in Zentraleuropa in dunklerem Rot
Gestrichelte Linie: Das heutige Burgenland

Der Tschechische Korridor (Tschechoslowakisch-Jugoslawischer Korridor) war der nach dem Ersten Weltkrieg verfolgte Plan, die Tschechoslowakei nach Süden Richtung Adria auszudehnen und mit dem SHS-Staat zu verbinden. Damit sollte ähnlich dem Polnischen Korridor zur Ostsee ein weiterer slawischsprachiger Korridor durch deutschsprachiges (bzw. ungarischsprachiges) Land geschaffen werden.

## Tschechoslowakische Forderungen
Ein erstes Mal tauchte der Korridorplan während der Revolution 1848 auf, als Ján Kollár eine Verbindung zwischen Tschechen und Südslawen forderte.
Im Ersten Weltkrieg lebte die Idee wieder auf: Zwischen der Tschechoslowakei und dem SHS-Staat (Jugoslawien) sollte nach Willen vor allem tschechoslowakischer neoslawistischer Politiker eine territoriale Verbindung hergestellt werden, durch den Anschluss des Burgenlandes und einiger westungarischer Gebiete an die Tschechoslowakei, sowie einiger südwestungarischer Gebiete an Jugoslawien. Damit sollte eine vor allem von einer kroatischen Minderheit besiedelte slawischsprachige Barriere geschaffen werden, die fortan Österreich von Ungarn, aber auch die Deutschsprachigen in Mitteleuropa von jenen in Südosteuropa trennen sollte. Im April 1915 legte Tomáš Garrigue Masaryk dem britischen Außenminister Edward Grey ein entsprechendes Memorandum vor. Edvard Beneš legte der Pariser Friedenskonferenz eine Denkschrift vor, in der behauptet wurde, die fragliche Region sei zu 25 bis 30 % von slawischsprachigen Bewohnern bewohnt. Dadurch sollten Deutschsprachige von Magyaren getrennt werden, militärisch zu verteidigen sei der Korridor allerdings nicht.
Neben der Verbindung von Westslawen und Südslawen sollte so auch der Zugang der Tschechoslowakei zum Meer (über Jugoslawien zur Adria) gesichert werden. Die jugoslawische Seite schlug vor, diesen slawischen Korridor der Tschechoslowakei zu überlassen, weshalb sich später der Begriff Tschechischer bzw. Tschechoslowakischer Korridor durchsetzte, während der Plan in deutschsprachigen Quellen auch als Burgenland-Korridor bezeichnet wurde. In dem fraglichen Gebiet lebten damals etwa 220.000 südslawischsprachige (Kroaten und Slowenen) zwischen 660.000 Ungarn und 290.000 Deutschsprachigen.
Dieser Plan fand keine Mehrheit auf den Pariser Friedenskonferenzen u. a. wegen der italienisch-jugoslawischen Rivalität und war spätestens mit dem pro-ungarischen Plebiszit in Sopron 1921 hinfällig.
In der Vix-Note waren zuvor weitere Gebietsabtretungen von Ungarn an Rumänien gefordert worden.